# Bedros Kapamacıyan
Bedros Kapamacıyan (Armeens: Պետրոս Քափամաճեան) (1840 - 1912), was een Armeens onderdaan van het Osmaanse Rijk, alsmede handelaar in textiel en uiteindelijk burgemeester van de vrij grote Anatolische stad Van.
Kapamacıyan werd op 2 februari 1908 benoemd tot burgemeester van Van De Armeense Revolutionaire Federatie (ARF, Armeens: Dashnaksutyun) beschuldigde Kapamacıyan er van een stroman te zijn van de Ottomaanse overheid. In 1912 werd hij vermoord door Aram Manougiyan, een lid van de ARF uit Van.